# Método de cálculo ABN
El método de cálculo ABN es un método matemático con una concepción diferente del abordaje en el aprendizaje escolar de las matemáticas, especialmente en lo referido al cálculo y a las restantes partes que están más relacionadas con él (Medida, Azar, Probabilidad, Estadística).

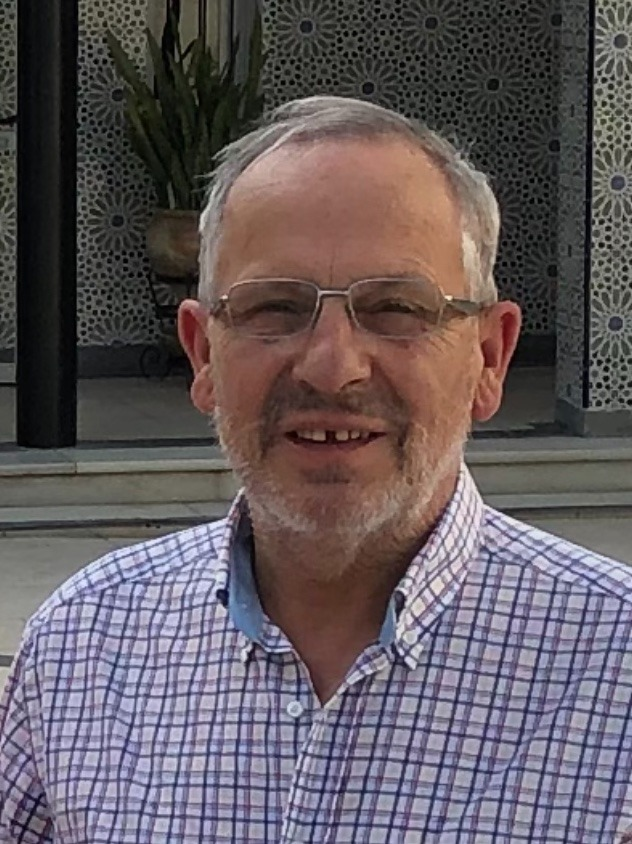
Jaime Martínez Montero, creador y promotor del método ABN

El creador e impulsor de dicho método es Jaime Martínez Montero, maestro y licenciado en filosofía y letras, Doctor en filosofía y ciencias de la educación, inspector de Educación y experto en didáctica de las matemáticas. Ha publicado más de una decena de libros y diversas investigaciones sobre el tema. 
Este método implica un cambio en la didáctica de los algoritmos matemáticos, y se diferencia del resto de métodos de enseñanza matemática que utilizan de manera exclusiva[cita requerida] lo que comúnmente se llama cálculo tradicional.
El método ABN es muy joven. Comienza a aplicarse por primera vez en un grupo de niños y niñas de 1ª de Primaria del CEIP “Andalucía”, de Cádiz, en el curso 2008-2009. Fue Concha Sánchez la primera maestra que lo utilizó dentro de un aula escolar. Bien avanzado el curso, se sumó otro grupo más de 1º del CEIP “Carlos III”, de Cádiz, cuya tutora era Apolonia Pinteño. El curso siguiente se trabajó en dos colegios más: un 1º de Primaria en el CEIP “Reggio”, de Puerto Real (Concha Cantero); un 2º y un 5º de Primaria en el CEIP “Reyes Católicos”, también de Puerto Real (Amparo Alvarado y Adolfo Etchemendi). En el mismo colegio “Andalucía” se introduce el ABN en un grupo de 3º de Primaria, siendo su profesora Rosario Ruiz. Hasta el tercer curso de aplicación (2010-2011) no se consigue que el número de grupos y colegios que practiquen la metodología de cálculo ABN alcancen cifras significativas.
Hoy es un método que se trabaja en todos los territorios de España y, si bien de manera muy reducida, en todos los países de América, si exceptuamos a Canadá y Paraguay. El curso 2021-2022 cuenta con más de 250.000 alumnos, alrededor de once mil profesores y pasan de mil los colegios que lo trabajan.

## Descripción y características

### Cálculo abierto
El nombre del método ABN (ABN en adelante) recoge las siglas de dos de las características más notables por el cual se caracteriza. La “A” indica que se trata de cálculos con formatos ABIERTOS, que permiten que el alumnado resuelva sus cálculos, operaciones o expresiones aritméticas conforme a sus propias posibilidades. Esta característica aparta por completo este método del método del cálculo tradicional, que es cerrado porque solo se puede desarrollar de una única manera para todos. La importancia de ser abierto radica que en cada alumno puede resolver el algoritmo en función de sus propias capacidades reales en ese momento.

### Cálculo Basado en Números
Las letras “BN” resumen un sintagma (“basados en números”) que señala unas diferencias más marcadas y profundas con respeto al cálculo tradicional. Cuando se habla de cálculo “basado en números” se apuntan diferentes apartados:
- Se trabajan los números completos, sin “romperlos” en cada una de las cifras correspondientes a sus órdenes de magnitud. Así por ejemplo en el cálculo tradicional cuando se suman las centenas se hace como si se tratara de dígitos. Luego se leen en función del lugar que ocupen. En el cálculo ABN se opera con las centenas (o cualquier otro orden de magnitud) como tales números completos. En este sentido, se contrapone el cálculo ABN al cálculo basado en cifras (CBC, como se denominará de aquí en adelante al cálculo tradicional).

- Al trabajar los números completos, la asociación de los mismos con la realidad que representan no se rompe[cita requerida], por lo que la manipulación y el procesamiento de esos números permite reflejar lo que se haría en la vida real con esas cantidades. De este modo, se favorece mucho la resolución de problemas.

- Trabajar con números completos exige un dominio exhaustivo del sistema de numeración. De hecho, los mecanismos del cálculo están basados no solo en ciertas propiedades numéricas, sino en el conocimiento global y conceptual del sistema de numeración.

- Trabajar con números completos implica realizar los cálculos de izquierda a derecha (y nunca de derecha a izquierda), en contraposición a lo que se hace en CBC. Por ello, si hay que sumar o dividir se hace en el sentido del número y de la forma natural con que el cerebro procesa las realidades numéricas.

### Matemáticas Realistas
El método ABN se sitúa dentro del enfoque de la EMR (enseñanza matemática realista), definiéndose la matemática en la escuela como una actividad humana, que se tiene que nutrir de la propia experiencia, que debe adaptarse a las características del alumnado y que debe estar conectada con la vida y con las necesidades reales de los sujetos. No se trata de preguntar, como decía Freudenthal, “... cuánta matemática debe aprender un niño, sino más bien cuánta matemática, en la educación primaria, puede contribuir a la dignidad humana del niño”. Es un enfoque que surge en Holanda, que orienta la actividad de sus escuelas, que tiene pleno vigor hoy día y que es aplicado en muchos países. Por otro lado, los buenos resultados de Holanda en las diversas evaluaciones internacionales indican que se eligió un buen camino.
Es precisamente Freudenthal, en el antiguo IOWO (predecesor del actual Instituto Freudenthal), el que inicia este enfoque en los años sesenta. Su fruto más temprano es el llamado Proyecto Wiskobas, que fue un referente en toda Europa. En el caso de Holanda, se evitó implantar la llamada “Nuevas Matemáticas” y sus resultados ayudaron a otros países a salir de ellas. En su formulación actual, la EMR fue determinada por este relevante autor en 1977 y fijada con más profundidad en 1979. En esencia, se trata de que las matemáticas tengan contacto con la realidad, estén asociadas a las experiencias de los niños y tengan un valor social y humano. Las matemáticas no deben ser una asignatura a transmitir, sino una oportunidad guiada que deben tener los alumnos para reinventar las matemáticas.

### Cálculo Conceptual
El cálculo es la base de las matemáticas. Según Gauss una ciencia será más ciencia cuanta más matemática emplee, y la matemática será más matemática cuanto más cálculo utilice[cita requerida]. Por tanto, el trabajo conceptual del cálculo aporta a los alumnos una gran cantidad de modelos formales que desarrollan enormemente la capacidad de abstracción y el desarrollo de sus capacidades intelectuales. En ese sentido, ABN se ha desarrollado de manera tal que los procesos de abstracción y los modelos formales que hay detrás de los cálculos surjan evidentes y permitan una comprensión integral de todos los procesos que se desarrollan. 
El uso de modelos formales permite la extensión, generalización y aplicación de lo aprendido en un campo a otros campos distintos: aritmética a geometría, numeración a sistemas de medida o a álgebra, etc. Son muchos los contenidos matemáticos que responden a unos mismos modelos formales, y gracias a ellos se refuerza la lógica y se emplea menos memoria. La comprensión del sistema de numeración decimal hará muy sencillo el tránsito a los sistemas de medida. El modelo de multiplicación cartesiana facilitará los cálculos de superficies o combinatorios, etc. Un polinomio ordenado en x (4x3 + 2x2 + 7x + 3) lo entenderá mejor el alumno cuando entienda que el número 4273 es en realidad 4000 + 200 + 70 + 3, es decir, 4 * 1000 + 2 * 100 + 7 * 10 + 3, o sea, 4 * 103 + 2 * 102  + 7 * 10 + 3. Basta sustituir 10 por x para tener el polinomio. El conocimiento de este modelo facilita mucho la comprensión de los aspectos más complejos del álgebra[cita requerida].  

## Diferencias entre CBC Y ABN.
Sin entrar en las diferencias propias de cada una de las operaciones y del trabajo con la numeración, se pueden señalar numerosas diferencias, que se enumeran a continuación:

### El orden de abordaje.
El orden en el abordaje de las diferentes operaciones es clave. En CBC se debe comenzar siempre por la derecha en el caso de las suma, resta y multiplicación, y por la izquierda en la división. En los algoritmos ABN tal aspecto pierde por completo relevancia.
Para el cálculo ABN, al no estar basado en la descomposición y combinación de los órdenes de magnitud, el seguir un orden estricto en el abordaje de los cálculos pierde sentido.

### Cálculos desdoblados.
La esencia del CBC consiste en que se han de descomponer los números con los que se opere en sus diversos órdenes de magnitud, para a continuación comenzar a realizar el cálculo del emparejamiento que se haya producido. Por el contrario, en ABN se pueden desdoblar los órdenes de magnitud cuantas veces sean precisas.

### Cálculos integrados.
Un cálculo integrado es cuando, para operar, se juntan diversos órdenes de magnitud en un solo cálculo, bien de manera completa o de manera parcial. En el cálculo tradicional es imposible calcular a la vez más de un orden de unidades.

### No existen las llevadas.
Llevadas, acarreos o préstamos son artilugios utilizados para poder resolver algoritmos muy sintéticos en el cálculo tradicional. Son recursos para poder hacer con grafías lo que antes se hacían con ábacos y con cuentas o piedras (“calculus”). Son trucos o artificios inventados para salvar las dificultades de un formato, pero que no tienen su reflejo en la realidad. En el cálculo ABN no hay artilugios ni formatos artificiales, sino que se manejan los números de la misma manera que las cantidades. Por ello esta cuestión desaparece.

### El redondeo y la compensación como recursos frecuentes.
El redondeo aparece cuando, previamente a realizar los cálculos, los alumnos realizan ajustes en los términos de la operación con el fin de poder realizarla de una forma rápida y sencilla. Por ejemplo, en la suma 199 + 256, un alumno competente añade 1 (del 256) a 199 para obtener 200. A partir de ahí la operación se resuelve con gran rapidez y exactitud: 200 + 255 = 455. Por supuesto hay más tipos de redondeos, pero aquí se aplica en este sentido.
Una compensación sería el proceso que realiza un  sujeto que realiza el cálculo, ya iniciada la operación, opera con un número distinto o no presente, pero que es más sencillo. Una vez hecho, compensa añadiendo o quitando el exceso o defecto de la compensación.

### Recursividad.
Una recursividad es la posibilidad que tienen los algoritmos ABN de que los diversos cálculos se lleven a cabo en una u otra dirección, en función de la estrategia.

### Se trabajan todas las estructuras.
La resolución de los algoritmos ABN de suma y resta conlleva, por su propia lógica, la práctica simultánea de la operación inversa a la que se trate. En el caso de la suma, la cantidad que añada debe descontarla del sumando, y así sucesivamente hasta consumir éste. Es decir, que se realizan dos operaciones simultáneas o, dicho de otro modo, se practica toda la estructura aditiva y no sólo uno de sus casos. Lo mismo sucede en la estructura multiplicativa.

### Los hechos básicos de las tablas se aplican a todos los órdenes de magnitud.
Este es uno de los principios del método, y la condición inexcusable para poder resolver los algoritmos. Lo que el alumno sepa hacer con las unidades simples, también debe hacerlo con las de orden superior e incluso algo más: debe de extender las tablas de multiplicar de manera tal que algunos productos y cocientes por dos cifras se resuelvan como si sólo tuvieran una.

### Las situaciones de cálculo promueven habilidades de cálculo.
El método de cálculo ABN promueve la habilidad de calcular. La resolución de algoritmos de una manera tradicional no promueve habilidades reales de cálculo ya que únicamente se basa en seguir unas instrucciones ya marcadas.

## Principios básicos del ABN
Para mayor comprensión del propio Método del ABN, su creador Martínez, presenta una serie de principios fundamentales para la consistencia del método, alguno de los mismos son compartidos o extraídos por otros autores: 
- Principio de igualdad: no existe un “gen” matemático que ciertos alumnos posean de manera determinante para la buena comprensión de la materia, sino todo lo contrario, el ser humano tiene una capacidad innata del aprendizaje matemático, siendo capaz toda la sociedad de alcanzar notables destrezas incluso en ausencia de instrucción. Ello no significa que no existan sujetos que tengan mayor facilidad a la hora de aprender.
- Principio de la experiencia: al ser una materia abstracta, es necesario la experiencia directa con todo tipo de objetos, con la finalidad de que su manejo permita al alumno ser constructor activo de su propio aprendizaje.
- Principio de referentes cercanos: el método se basa en utilizar referentes cotidianos a los niños, como objetos o acciones diarias, además siempre busca la motivación y despertar la curiosidad del alumno. De manera que compara cualquier ámbito cercano del alumno con una situación de aprendizaje matemático.
- Principio de transparencia: los procesos de aprendizaje en todo momento pueden ser explicados y visualizados detenidamente, es decir, existe una narración del proceso intermedio hasta llegar al resultado. El cual presenta el proceso de transparencia como herramienta para la formación del pensamiento matemático.
- Principio de empleo de números completos: característica esencial del método, en la cual el alumno manipula, opera, calcula y estima con números completos sin divisiones artificiales que se centren únicamente en una cifra. El sujeto divide los números mayores en números más pequeños, pero nunca en cifras aisladas, permitiendo una descomposición múltiple de cantidades.
- Principio de adaptación al ritmo individual de cada sujeto: la estructura es muy flexible y las matemáticas permiten varios procesos intermedios, basados en desdobles de números según necesite el niño.
- Principio del autoaprendizaje y del auto control: el poder agrupar los diversos cálculos y el manejo simultáneo de la totalidad de una cantidad posibilita al propio sujeto a verificar la exactitud y certeza de lo que hace. Donde refleja la necesidad de enseñar de manera que el alumno pueda autoevaluarse, viendo el mismo, si los resultados son buenos durante el proceso y al finalizar una acción, una posible operación en este caso.

## El Método ABN en Educación Infantil
El método de cálculo ABN en la etapa de infantil se basa en la adquisición del sentido numérico porque los niños aprenden con cantidades que unen, juntan, separan, agrupan, reparten, es decir, transforman las colecciones de elementos ostensibles.Según Judith Sowder, los niños alcanzan el sentido numérico cuando comprenden el tamaño de los números y piensan sobre ellos, son capaces de representarlos con diferentes patrones, los usan como referentes, realizan cálculos sobre los efectos de las transformaciones de las colecciones y aplican lo que saben hacer con pequeñas colecciones con otras mayores aplicando técnicas de composición y descomposición de cantidades.
Siguiendo a Jaime Martinez Montero y a Concepción Sánchez Cortés en sus obras "Desarrollo y mejora de la inteligencia matemática en Educación Infantil" y en "Competencias básicas en matemáticas. Una nueva práctica";  a nivel metodológico, la propuesta metodológica agrupa las secuencias de aprendizaje en cinco bloques:

### Bloque I
Conteo o acción de contar.
A partir del aprendizaje de la serie numérica, las equivalencias en las colecciones (capacidad de descubrir el cardinal de una colección o construir conjuntos que tengan la misma cantidad de elementos), el establecimiento, ordenamiento y diversidad de patrones físicos, la aplicación de la cadena numérica, los niveles de progresión y dominio de la cadena numérica a partir del uso de rectas numéricas y la tabla del 100. Por otro lado, para medir la numerosidad de una colección y establecer su cardinal, nos centramos en el desarrollo de dos sistemas diferentes y complementarios, la subitización y la estimación. Por último y como característica más relevante en esta etapa, es el concepto de decena a partir de su identificación, obtención, representación, composición y descomposición.

### Bloque II
Estructura y sentido del número.
Las secuencias de aprendizaje de este bloque se agrupan en el desarrollo de dos estructuras básicas:
- Estructura aditiva a partir de los repartos irregulares en dos y tres partes, la ordenación y comparación de colecciones, el reequilibrio de repartos y la composición y descomposición de un número
- Estructura multiplicativa a partir de los repartos uniformes y regulares en dos y tres partes, los repartos proporcionales y la bisección de números sobre la recta numérica.

### Bloque III
Transformaciones numéricas
La propuesta didáctica de este bloque se basa fundamentalmente en el planteamiento y resolución de situaciones problemáticas sencillas y cotidianas con recursos manipulativos. Con actividades de composición, con la aplicación de técnicas básicas y sencillas para el aprendizaje de la tabla de la suma y actividades de descomposición de las colecciones para las situaciones de resta o sustracción y el inicio del producto, como generalización y aplicación de las situaciones del conteo que se desarrollan en el primer bloque (conteo de 1 en 1, de 2 en 2, de 10 en 10, de 5 en 5 y de 3 en 3)  y división por reparto o partición y por agrupamiento o cuotición, como generalización y aplicación de los diferentes tipos de repartos desarrollados en el segundo bloque, etc

### Bloque IV
Sentido espacial a través de la percepción, orientación, organización, estructuración y representación del espacio en sus diferentes dimensiones.

### Bloque V
Sentido estocástico a partir del desarrollo del pensamiento lógico 2 con actividades de asociación, clasificación, orden, seriaciones, secuencias temporales o sucesiones, la estadística y probabilidad 3 a partir de juegos con recursos como tablas de doble entrada, lanzamiento de dados, bolas de colores, moneda, etc.

## Ejemplos de Recursos en Educación Infantil

### Identificación y Reconocimiento Numérico
La importancia de empezar abordando la identificación y reconocimiento del sentido numérico.

#### “Número Protagonista”
Esta actividad consiste en dar importancia a un número concreto que queremos enseñar, mediante diversas técnicas basadas en la interiorización del sentido numérico de dicho número. Para ello se puede ir formando un mural del “Número Protagonista” , en el que se pueden trabajar técnicas como: 
- Su grafía, de manera visible y grande, junto a la palabra que refiere el propio número.
- Su representación con los dedos de las manos.
- Una grafía simulando una carretera, para aprender a realizar el trazo del número con el dedo.
- Su cantidad en dibujos infantiles, que motivan al alumnado.
- Su representación en un dado.
- Su representación en número de palillos.
- Su localización en la recta numérica, permitiendo localizar su número anterior y posterior.

#### “Macedonia”
Este recurso se trata de unas láminas o plantillas de frutas con determinados números en su interior, según la madurez de la clase. Cada alumno dispondrá de una lámina y deberá ir marcando la cantidad que señale el docente. El docente mostrará diversas situaciones que correspondan a los números de la lámina, finalizando el juego una vez se hayan marcado todos. El principal contenido trabajado es la discriminación e identificación gráfica de cada número. Para ello el docente puede utilizar varias metodologías de trabajo, como puede ser señalar un conjunto de objetos, mostrar determinado número de imágenes, verbalizar un número… Es importante valorar la posibilidad de adaptar el juego según la madurez del grupo clase, pudiendo ser facilitado si se escriben los números en la pizarra o dificultándolo si únicamente se verbalizan. Es un juego dinámico y rápido que motiva al alumnado. Cabe destacar la necesidad de plastificar el material permitiendo repetir indefinidas veces la actividad. Ello también permite que marcar cada número se pueda hacer de distintas maneras, como por ejemplo con simples rotuladores que se limpien con una toallita húmeda, o por otro lado si se desea trabajar la psicomotricidad fina se taparía con plastilina; otra posibilidad sería tapar los números colocando encima un objeto como un pequeño pompón, etc. 

### Actividades Manipulativas, la Acción de Contar
Se debe recordar que el Método del ABN se define como un método natural y cercano al alumnado, por su trato directo con materiales cotidianos y sencillos que se encuentran al alcance de los niños. Gracias a esa manipulación el alumnado puede involucrarse en la acción de contar de manera inconsciente. Siendo así se presentan los siguientes materiales de trabajo inspirados en el ABN:

#### “Botellas Tragonas”
Este recurso consiste en simples cuellos de botellas, en los cuales se pueden introducir pequeños objetos por la boca del tapón. La cantidad introducida dependerá del número indicado, bien sea por las directrices del maestro o bien por un número indicado en la propia botella. Este material ofrece muchas posibilidades de actuación y permite la manipulación de objetos como pompones, canicas, tapones, corchos, pinzas, palillos, botones, etc. Es importante entender que el cuello de la botella se consigue cortando la misma con cierta altura, permitiendo la introducción y extracción de los objetos con facilidad. 

#### “Ilustraciones Animadas”
Estas actividades se basan en grandes imágenes coloridas, llamativas y significativas para el alumnado, las cuales pueden tener diversas temáticas. En ellas se encontrará un número que servirá de referente de la cantidad que el alumnado debe depositar sobre ella. Es decir, tenemos dos partes diferenciadas en cada recurso, por un lado tenemos pequeños objetos o imágenes (susceptibles a la manipulación y al conteo), y por el otro una gran lámina sobre la que actuar (indicador numérico). Véase el anexo 6 donde se muestran algunos ejemplos y se comprueba que el alumno utilizará el material de forma autónoma. También se puede apreciar la diversidad de una única ilustración en el que cambiar el número determinado o al contrario, diversas ilustraciones con los números determinados fijados. 

### “Números Vecinos”, Anterior y Posterior
Otra de las características es la percepción numérica y espacial de los números. Entendiéndose que cada número es un conjunto de unidades que a su vez son una unidad mayor o menor de sus “Números Vecinos”, es decir, el número anterior y posterior. Para trabajarlo se presentan las siguientes actividades: 

#### “Los Huesos de Luisa”
Con esta actividad se pretende clarificar la progresión de conjuntos. Para ello el alumno irá ordenando determinadas cantidades según un patrón establecido. El patrón puede ser unas mismas ilustraciones o fichas con distintos números. como ejemplo de ordenación gradual numérica. En este caso, el elemento motivador del alumnado se ha representado a través de la propia mascota de la clase, la perra Luisa, y su comida, los huesos. 

#### “Coches Vecinos”
Este material es representado por imágenes de coches, cada uno de ellos tiene asignado un número. Los alumnos deberán encontrar las ruedas del coche que tengan el número anterior y posterior al que aparece en dicho coche, para ello las ruedas se encontrarán separadas de los coches y mediante un sistema de velcro se pueden adherir a los mismos. 

### "Números Amigos”, Complementarios a la Decena
Retomando una vez más la parte teórica del Método del ABN, se destaca la necesidad de trabajar las parejas de números complementarios a la decena, logrando interiorizar desde la etapa de Educación Infantil la base del futuro cálculo matemático. 
“Torres Amigas”
Este material es simplemente un conjunto de “Torres” o cilindros con diferentes alturas respetando las proporciones numéricas de los números del 1 al 10. Las “Torres” pueden ser extraídas de un gran rollo de cartón, semejante a los rollos de papel higiénico cotidianos. Cada rollo o tubo está forrado de cartulina y con su número correspondiente, para hacer más llamativo y atractivo el material. 
Como se clarifica en el anexo se consigue una progresión en altura desde el 1 al 10, logrando visualizar, una vez más, el concepto de número como una seriación donde cada número es una unidad mayor al conjunto numérico anterior. Por ejemplo, podemos enseñar a los alumnos que si a la “Torre” del número cuatro le ponemos encima la torre del número uno, tendremos la misma altura que la torre del número cinco. Todo ello gracias a respetar las proporciones, guardando total similitud con las regletas didácticas tradicionales, con el único matiz de ser algo más grande y visible para la iniciación de nuestro alumnado en el mundo del cálculo numérico, debido fundamentalmente a la edad de los niños de Educación Infantil. Una de las dinámicas más relevantes es la visualización de los “números amigos”, donde el alumnado puede comprobar que sobreponiendo todas las parejas de números complementarios tienen la misma altura que la “Torre” del número 10.  Este material tiene más adaptaciones y dinámicas, tantas como al docente se le ocurran. Un ejemplo de ello es la presentación del material al alumnado como cilindros huecos donde se puede introducir determinado número de objetos, pajitas, rotuladores, palitos… permitiendo la acción de contar y manipular los materiales. A su vez, puede trabajarse la descomposición de números comparando la altura de diversas “Torres”. En definitiva, puede convertirse en un material esencial del docente inspirado en el ABN.

### Descomposición de Números
Cuando se describía la descomposición de los números se apelaba a la gran importancia de este proceso para el Método del ABN, por ese motivo se presenta el siguiente recurso básico:

#### “La Casita”
Siempre cada número que queramos enseñar lo trasladaremos a una “Casita” peculiar, en la cual trabajamos las distintas descomposiciones que posee ese número. Para ello haremos una comparación con una casa, en la cual posicionamos en el tejado el número trabajado y se dividirá en varios “pisos” o filas y a su vez en dos “habitaciones” o columnas por piso. Después colocaremos de todas las maneras posibles las unidades del número de la casa, repartiendo siempre la cantidad del número por pisos y por las habitaciones. Efectuándose siempre que la suma de las dos habitaciones de cada piso da el número de la casa. 

### Iniciación a las Operaciones Básicas
Para finalizar, se recurre al inicio del carácter operatorio que se busca como fin en el Método del ABN, para ello se expone una actividad innovadora dentro del modelo de trabajo de la “Tabla del 100”. 

#### “Los Pliegues de mi Ventanita”
Para esta actividad el grupo de clase debe tener ya cierto dominio numérico de la “Tabla del 100”. La actividad partirá de dicha tabla, sobre ella se colocará una “Ventana” que abarque nueve casillas formando un cuadrado. El número central de dicho cuadrado será visible. Los adyacentes se encontrarán ocultos por el marco de la ventana y serán el resultado de realizar la operación que aparecerá indicada sobre las casillas que forman el marco de la ventana y el número central. Para poder comprobar la solución de las casillas que forman dicha “ventana” serán desplegables. Ver el anexo 11. Las operaciones adyacentes serán +10, -10, +1 y -1.